# Hilói nemzetközi repülőtér
A Hilói repülőtér (IATA: ITO, ICAO: PHTO) az Amerikai Egyesült Államok egyik repülőtere, amely Hilo közelében található Hawaii államban. Éves utasforgalma 26 526 fő (1960).

## Futópályák
A repülőtér futópályái:
- 03/21 (5600 ft, 150 ft, aszfalt)
- 08/26 (9800 ft, 150 ft, aszfalt)

## Forgalom
Az utasforgalom az elmúlt években az alábbi módon változott:
| Utasok száma | 26 526 | 1 377 274 | 1 146 960 | 1 128 125 | 1 573 814 | 1 669 314 | 1 196 650 | 1 350 281 | 1 324 596 | 760 307 |
|              | 1960   | 1974      | 1980      | 1986      | 1992      | 1997      | 2003      | 2009      | 2015      | 2021    |

## Légitársaságok és úticélok
2025-ben a Hilói nemzetközi repülőtérről az alábbi járatok indulnak (Utoljára frissítve: 2025-02-23):

### Személy
| Légitársaság       | Célállomások      |
| ------------------ | ----------------- |
| Hawaiian Airlines  | Honolulu, Kahului |
| Southwest Airlines | Honolulu          |

### Cargo
| Légitársaság    | Célállomások                   |
| --------------- | ------------------------------ |
| Aloha Air Cargo | Honolulu, Kahului, Kailua-Kona |
| Transair        | Honolulu, Kahului              |